# 黑尔德克
黑尔德克（德語：Herdecke，發音：[ˈhɛʁˌdɛkə] ⓘ）是德国北莱茵-威斯特法伦州阿恩斯贝格行政区恩讷珀-鲁尔县的城市，面积22.39平方千米，2023年12月31日人口为22,665人。